# Johann Ludwig Werder

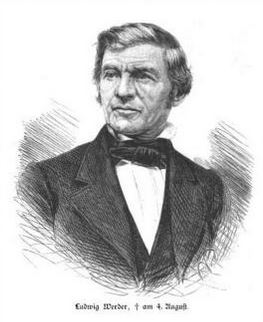
Johann Ludwig Werder

Johann Ludwig Werder (* 17. Mai 1808 in Narva; † 4. August 1885 in Nürnberg) war ein deutscher Erfinder Schweizer Herkunft, Konstrukteur sowie Direktor der Maschinenfabrik Cramer-Klett in Nürnberg.

## Leben
Werder war der Sohn eines Schweizer Pächters in Narva und erlernte nach dem frühen Tode seiner Eltern bei einem Onkel in Küssnacht am Vierwaldstättersee das Schlosserhandwerk. 1839 wurde er Werkführer in der Spinnerei Troßbach & Manhard in Gmünd am See. Später ging er nach München, von 1841 bis 1843 war er im Orthopädischen Institut des Professors Schlotthauer tätig. Auch in der Werkstatt des Mechanikers und Uhrmachermeisters Johann Mannhardt arbeitete Werder. 1845 wechselte er in den bayerischen Staatsdienst und kam in den Vorstand der Nürnberger Wagenbauwerkstätten, doch schon 1848 schied er wieder aus dem Staatsdienst aus. 1865 wurde er technischer Direktor der „Eisengießerei Klett & Comp.“, später Teilhaber des inzwischen in „Maschinenbau-Gesellschaft Nürnberg Klett und Compagnie“ umbenannten Unternehmens, 1873 wurde er Mitglied des Verwaltungsrates.
Ab 1866 befasste sich Werder mit der Entwicklung und Herstellung von Handfeuerwaffen. 1867 legte er der Königlich-Bayerischen Handfeuerwaffen-Versuchskommission unter der Leitung von Feldzeugmeister Prinz Luitpold Karl Joseph Wilhelm von Bayern (1821–1912) ein von ihm konstruiertes Hinterladergewehr mit Fallblockverschluss vor. Es handelte sich um einen für Metallpatronen mit Zentralfeuerzündung konstruierten Einzellader. Der von Werder konstruierte Verschluss erlaubte eine für damalige Verhältnisse hohe Schussfolge.
Auf „allerhöchste Entschließung“ des erst 23-jährigen bayerischen Königs Ludwig II. (1845–1886) wurde das Werder-Gewehr M/1869 am 18. April 1869 in die Bewaffnung der bayerischen Armee aufgenommen.

## Ehrungen
- Werder erhielt für seine Konstruktion einen Betrag von 15.000 Gulden sowie das „Ritterkreuz Erster Klasse des Verdienstordens vom Heiligen Michael“.
- In der Cramer-Klett-Siedlung in Ginsheim-Gustavsburg ist eine Straße nach ihm benannt.
- In Nürnberg sind der Stadtteil Werderau und eine Straße nach ihm benannt.